# Claudiu Niculescu
Pour les articles homonymes, voir Niculescu.
Claudiu Iulian Niculescu (né le 23 juin 1976 à Slatina en Roumanie) est un footballeur international roumain devenu entraîneur.

## Palmarès

### Universitatea Craiova
- Finaliste de la Coupe de Roumanie en 1998 et 2000

### Dinamo Bucarest
- Champion de Roumanie en 2002, 2004 et 2007
- Vainqueur de la Coupe de Roumanie en 2003, 2004 et 2005
- Vainqueur de la Supercoupe de Roumanie en 2005
- Meilleur buteur du Championnat de Roumanie en 2005 (21 buts) et 2007 (18 buts)

### FC Voluntari
- Vainqueur de la Coupe de Roumanie en 2017
- Vainqueur de la Supercoupe de Roumanie en 2017